# Religia w Zambii
Religia w Zambii – tworzona jest głównie przez chrześcijaństwo. Według danych Pew Research Center w 2010 roku 97,6% mieszkańców Zambii wyznawało chrześcijaństwo (67,8% protestantyzm, 21% katolicyzm). Wśród innych religii obecne są: islam (0,5%), bahaizm, religie plemienne (0,3%) i hinduizm (0,1%).

## Chrześcijaństwo
Chrześcijaństwo po raz pierwszy dotarło do Zambii wraz z portugalskimi kolonizatorami w XVI i XVII wieku. W 1891 roku katolicka organizacja misyjna Society of Missionaries in Africa wysłała misjonarzy zwanych Białymi Ojcami na obszar dzisiejszej Zambii. W 1886 r. misjonarze z Francji rozpoczęli pracę wśród ludności Lozi.
Na początku XX wieku Zambia doświadczyła napływu wielu misjonarzy z różnych wyznań chrześcijańskich. W 1930 roku podjęto próbę zjednoczenia kilku wyznań, co spowodowało utworzenie Afrykańskiego Kościoła Zjednoczonego (African United Church). W 1965 roku w wyniku unii metodystów, kongregacjonalistów i prezbiterian powstał Zjednoczony Kościół Zambii.
Dnia 30 grudnia 1991 prezydent Frederick Chiluba (z wyznania zielonoświątkowiec) oświadczył, że Zambia jest narodem chrześcijańskim. Doprowadziło to do nauczania chrześcijaństwa w szkołach państwowych. Studenci z innych wierzeń, nie są jednak zobowiązani do uczęszczania na te zajęcia. Obecnie według spisu powszechnego w 2010 r. 87% ludności Zambii twierdzi, że są wyznawcami chrześcijaństwa, w tym wielu łączą chrześcijaństwo z lokalnymi wierzeniami.
Protestantyzm w Zambii podzielony jest na szereg wyznań, wśród nich przeważają: kalwini, zielonoświątkowcy (10,7%), adwentyści dnia siódmego (6,7%), metodyści, baptyści, Bracia plymuccy (1,1%) i anglikanie (1%). Szeroko pojęty ruch charyzmatyczny obejmuje 25,8% populacji.
W Zambii działalność prowadzą również Świadkowie Jehowy (215 tys. głosicieli).

## Inne religie

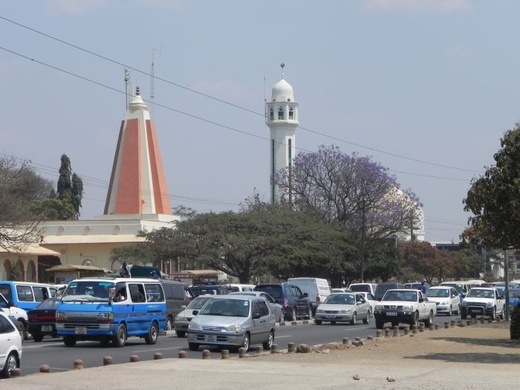
Hinduska świątynia i meczet w Lusace

Według spisu w 2010 r. islam i hinduizm wyznaje razem ok. 1% populacji. Muzułmanie są skoncentrowani głównie w Lusace i prowincjach: Copperbelt i Wschodniej. Wielu to imigranci z Azji Południowej, Somalii i z Bliskiego Wschodu, którzy nabyli obywatelstwo Zambii. Niewielka liczba wyznawców islamu jest także wśród osób rdzennych. Hindusi w większości pochodzą z Azji Południowej. W Zambii funkcjonuje także jedna z większych na świecie społeczności bahaistów, których liczebność szacowano w 2000 roku na 162 tysiące (1,7%).

## Dane statystyczne

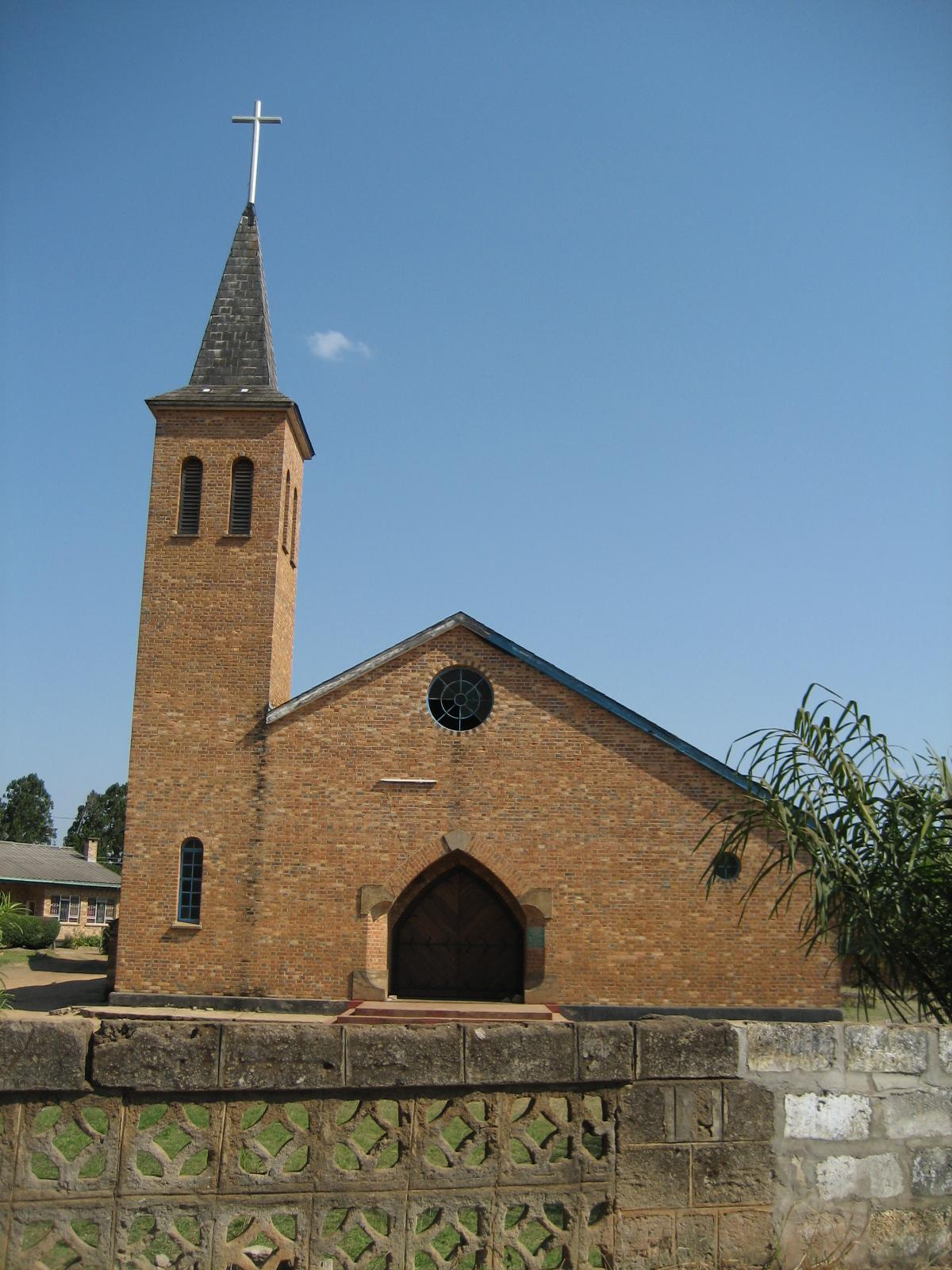
Katedra katolicka w Mansa

Statystyki na 2010 rok, według książki Operation World, kiedy ludność Zambii wynosiła 13,26 mln:
| Religie/kościoły                                  | Liczba wiernych | Procent ludności |
| ------------------------------------------------- | --------------- | ---------------- |
| Kościół katolicki                                 | 3 790 000       | 28,6%            |
| Kościół Nowoapostolski                            | 1 490 000       | 11,2%            |
| Animizm                                           | 1 432 000       | 10,8%            |
| Zjednoczony Kościół Zambii                        | 1 375 000       | 10,4%            |
| Kościół Adwentystów Dnia Siódmego                 | 890 000         | 6,7%             |
| Zielonoświątkowe Zbory Boże                       | 680 000         | 5,1%             |
| Kościół Reformowany w Zambii                      | 594 000         | 4,5%             |
| Kościół Boży Pełnej Ewangelii (zielonoświątkowcy) | 415 000         | 3,1%             |
| Islam                                             | 178 000         | 1,35%            |
| Świadkowie Jehowy                                 | 215 382 (2022)  | 1,15%            |
| Bracia plymuccy                                   | 145 000         | 1,1%             |
| Kościół Anglikański                               | 135 000         | 1,0%             |
| Unia Baptystyczna                                 | 115 500         | 0,87%            |
| Konwencja Baptystyczna                            | 115 000         | 0,87%            |
| Kościół Chrystusowy                               | 97 000          | 0,73%            |
| Kościół Boży (Anderson)                           | 94 500          | 0,71%            |
| Kościół Ewangeliczny w Zambii                     | 83 000          | 0,63%            |
| Afrykański Kościół Metodystyczno-Episkopalny      | 81 500          | 0,61%            |
| Zielonoświątkowy Kościół Świętości                | 69 469          | 0,52%            |
| Bahaizm                                           | 53 000          | 0,4%             |
| Hinduizm                                          | 21 200          | 0,16%            |
| Mennonici                                         | 18 772 (2018)   | 0,11%            |
| Kościół Ewangelicko-Luterański                    | 4000 (2013)     | 0,02%            |
| Mormoni                                           | 3860 (2017)     | 0,02%            |